# Malstaby
Malstaby är en bebyggelse i Malsta socken i Norrtälje kommun. 2015 avgränsade SCB här en separat småort strax nordväst om Malsta kyrka och norr och väst om småorten Malsta. Vid avgränsningen 2020 klassades bebyggelsen i de två småorterna som sammanväxta och bildade då en tätort som av SCB namnsattes till Malstaby. 

## Befolkningsutveckling
| Befolkningsutvecklingen i Malstaby 2015–2020              | Befolkningsutvecklingen i Malstaby 2015–2020 | Befolkningsutvecklingen i Malstaby 2015–2020 | Befolkningsutvecklingen i Malstaby 2015–2020 | Befolkningsutvecklingen i Malstaby 2015–2020 |
| --------------------------------------------------------- | -------------------------------------------- | -------------------------------------------- | -------------------------------------------- | -------------------------------------------- |
|                                                           |                                              |                                              |                                              |                                              |
| År                                                        |                                              |                                              | Folkmängd                                    | Areal (ha)                                   |
| 2015                                                      | 2015                                         |                                              | 57                                           | 12#                                          |
| 2020                                                      | 2020                                         |                                              | 219                                          | 57                                           |
| Anm.: Växt samman med småorten [Malsta 2020 # Som småort. |                                              |                                              |                                              |                                              |